# Platylabus taiwanus
Platylabus taiwanus är en stekelart som beskrevs av Kusigemati 1986. Platylabus taiwanus ingår i släktet Platylabus och familjen brokparasitsteklar. Inga underarter finns listade i Catalogue of Life.